# Cole (voornaam)
Cole is een weinig gebruikelijke Engelstalige jongensnaam.

## Bekende naamdragers
- Cole Hauser, Amerikaans acteur
- Cole Morgan, Amerikaans schilder
- Cole Porter, Amerikaans componist en liedjesschrijver
- Cole Sprouse, Amerikaans acteur

## Fictieve figuren
- Cole Trickle, hoofdpersonage, gespeeld door Tom Cruise, in de film Days of Thunder uit 1990
- Cole Turner, personage in de Amerikaanse televisieserie Charmed